# MR.MR
MR.MR：미스터 미스터（ミスターミスター）は、韓国の男性アイドルグループ。キャッチコピーは「男の中の男、MR.MR」、公式ファンクラブ名は「MISO」。所属事務所はE-HOエンターテインメント（旧：Winning Insight M）。

## 来歴

### デビュー～日本上陸
2012年10月4日にデジタルシングル「Who's That Girl」でデビュー。翌日のミュージックバンクから活動を開始した。当時のメンバーはジン、ドヨン、チャンジェ、テイ、リュウの5人。メンバーの平均身長が181cmであり、ジャケット姿でのパフォーマンスが話題となった。2013年7月5日には1stミニアルバム「Waiting For You」をリリース。同年9月15日と16日に開催された「韓流ミュージックフェスティバル（KMF）」に出演し、日本初上陸を果たした。
2013年10月、所属事務所よりメンバーの追加がアナウンスされた。当初は別のメンバーが予定されていたが怪我で断念。急遽、練習生のホンが合流し、11月8日に3rdシングル「Do You Feel Me」をリリースした。しかし、2014年2月24日にホンが自身のスキャンダルを理由に脱退。再び5人組に戻る。さらに2月28日にリリースした、グループ名をタイトルにした4thシングル「MR.MR」は、歌詞が直前に同名のミニアルバム及びタイトル曲（「Mr.Mr.」）をリリースした少女時代が所属するSMエンタテインメントを非難しているとして物議をかもした。所属事務所もそのような意図の歌詞であったと認めている。
5人組に戻ってからも韓国と日本で精力的に活動を行い、2015年1月30日にはテイがソロでデジタルシングル「Dangerous」をリリースした。ところが3月10日にリュウが所属事務所とのトラブルを理由に脱退。折しも4月には日本での単独コンサートと韓国でのカムバックを控えていたため、急遽、練習生のサンヒョンとジェミンが合流。4月5日の日本公演「MR.MR 120％男祭り」終了後、2人とも正式に加入することになった。4月24日には韓国で2ndミニアルバム「Out」をリリース。

### 日本デビュー〜活動再開
2015年4月からは日本での活動をプロダクションノータイトルがバックアップするようになり、6月24日には日本で初のシングル「I -one-」をリリースした。11月にはよしもとアール・アンド・シーからのメジャーデビューが決定し、2016年2月5日にリリースされたシングル「Just 1 Right」は、オリコンの2016年2月22日付週間シングルチャートで5位となる。その後も日本で精力的にイベントを開催していたが、6月24日にジンが健康状態などを理由に離脱。以降は5人で活動を継続した。しかし、韓国の所属事務所の都合で2017年3月31日をもって日本での活動を一旦終了した。
帰国後は個別に活動していたが、8月29日に11月4日の「10th Anniversary KMF 2017 in SAPPORO」に出演する旨がアナウンスされ、これを機にグループとしての活動を再開した。2018年からはHYエンターテインメントによるバックアップの元、定期的に日本での公演を行う。6月27日には1年半ぶりとなるシングル「KIZUNA」をリリースした。同年4月にはチャンジェ、11月にはドヨンが兵役に就いたため、以降はテイ、サンヒョン、ジェミンの3人で活動を継続している。

## メンバー
ドヨン
- 表記：Doyeon、도연
- 本名：クォン・ドヨン（Kwon Doyeon）
- 出年月日：1991年5月30日
- 担当：サイドヴォーカル、ギター
- 2018年11月から兵役のため活動休止中[10]。
- Twitter/Instagram

チャンジェ
- 表記：Changjae、창재
- 本名：イ・チャンジェ（Lee Changjae）
- 出年月日：1991年11月29日
- 担当：サイドヴォーカル、ラップ
- 2代目リーダー。
- 韓国では俳優としてもドラマや舞台などで活動している。
- 2018年4月から兵役のため活動休止中[11]。
- Twitter/Instagram

テイ
- 表記：TEY、태이
- 本名：ハン・ジヒョン（Han Jihyun）
- 出年月日：1992年6月18日
- 担当：メインヴォーカル
- 韓国では舞台俳優としても活動している。
- Twitter/Instagram

サンヒョン
- 表記：Sanghyun、상현
- 本名：オ・サンヒョン（Oh Sanghyun）
- 出年月日：1995年4月27日
- 担当：リードヴォーカル
- Twitter/Instagram

ジェミン
- 表記：Jaemin、재민
- 本名：シン・ジェミン（Shin Jaemin）
- 出年月日：1995年11月29日
- 担当：リードヴォーカル
- Twitter

## 旧メンバー
ホン
- 表記：Hon、혼
- 本名：ユ・ソンジョン（Yoo Seungjoon）
- 出年月日：1992年5月1日
- 担当：サイドヴォーカル

リュウ
- 表記：Ryu、류
- 本名：オ・ギテク（Oh Giteak）
- 出年月日：1994年1月21日
- 担当：リードヴォーカル
- 2017年3月、アイドルグループ「MVP」のメンバーとして再デビューした。

ジン
- 表記：Jin、진
- 本名：イ・ヒョンジン（Lee Hyunjin）
- 出年月日：1988年3月15日
- 担当：リードヴォーカル
- 初代リーダー。

## ディスコグラフィー(韓国)
ミニアルバム
| No. | タイトル                       | 収録曲 | 備考                                                                           |
| 1st | Waiting For You (2013年7月5日) | 1. Waiting For You 2. 약속할게（Promise You） 3. My Everything 4. My Girl 5. Highway 6. Who's That Girl 7. Waiting For You（インスト）          | - 5曲目と6曲目はCDのみの収録。                                                 |
| 2nd | Out (2015年4月24日)            | 1. Out 2. Goodbye 3. She Is So Beautiful 4. Finale 5. You 6. BIG MAN 7. It's You 8. Do You Feel Me 9. Dangerous（TEY ソロ） 10. Out（インスト） | - 1～4が新曲。残りは発表済の楽曲で、脱退したメンバーの声もそのまま入っている。 |

デジタルシングル
| No. | タイトル                        | 備考                                               |
| 1st | Who's That Girl (2012年10月4日) |                                                    |
| 2nd | Highway (2013年1月24日)         |                                                    |
| 3rd | Do You Feel Me (2013年11月8日)  |                                                    |
| 4th | MR.MR (2014年2月28日)           | - CD化はされておらず、配信でのみ聴くことができる。 |
| 5th | It's You (2014年4月25日)        | - 歌詞にファンクラブ名の「MISO」が登場する。       |
| 6th | BIG MAN (2014年5月16日)         |                                                    |
| 7th | 인연（Destiny） (2018年7月1日)  |                                                    |

テイ
| No. | タイトル                           | 備考                        |
| 1st | Dangerous (2015年1月30日)          |                             |
| 2nd | 채우다（With You） (2018年10月8日) | - NAVER MUSICのみでの配信。 |

## ディスコグラフィー(日本)
シングル
| No. | タイトル                                     | 収録曲 | 備考 |
| 1st | I -one- (2015年6月24日)                      | 1. Do You Feel Me（日本語バージョン） 2. Do You Feel Me（韓国語バージョン） 3. Do You Feel Me（インスト） Loppi&HMV限定盤付属DVD 1. making of "MR.MR 120%男祭り！" Part1 | - DVD付きはLoppiとHMVでのみ販売された。 |
| 2nd | BIG MAN/ She Is So Beautiful (2015年9月16日) | 1. BIG MAN（日本語バージョン） 2. She Is So Beautiful（日本語バージョン） Loppi&HMV限定盤付属DVD 1. 「She is so beautiful」MV 2. 特典映像 | - DVD付きはLoppiとHMVでのみ販売された。 |
| 3rd | Just 1 right (2016年2月9日)                  | 初回限定盤 1. Just 1 Light 2. Tiger and Lion 3. And yet… 4. Just 1 Light -Instrumental- 5. Tiger and Lion -Instrumental- 6. And yet… -Instrumental- 初回限定盤DVD 1. Just 1 Light Music Video 2. Just 1 Light Music Video Dance ver. ＜Short size＞ 3. メイキング 映像 通常盤 1. Just 1 Light 2. Tiger and Lion 3. Just 1 Light -TMSK Remix- 4. Just 1 Light -Instrumental- 5. Tiger and Lion -Instrumental- 6. Just 1 Light -TMSK Remix Instrumental- WEB盤 1. Just 1 Light 2. And yet… 3. Just 1 Light -TMSK Remix- 4. Just 1 Light -Instrumental- 5. And yet… -Instrumental- 6. Just 1 Light -TMSK Remix Instrumental- | - 初回限定盤と通常盤、WEB盤の3種類でリリースされた。 - タイトル曲は日本テレビ系「ダウンタウンDX」エンディングテーマ、 関西テレビ放送系「ちゃちゃ入れマンデー」エンディング・テーマ のダブルタイアップ。 |
| 4th | ROCK this WØRLD (2016年8月30日)              | CD（全タイプ共通） 1. ROCK this WØRLD 2. 夢の途中 3. ROCK this WØRLD Tropical mix 4. ROCK this WØRLD -Instrumental- 5. 夢の途中 -Instrumental- 6. ROCK this WØRLD Tropical mix -Instrumental- 初回限定盤A DVD 1. ROCK this WØRLD Music Video 2. ROCK this WØRLD Music Video -Dance Edit- 3. ROCK this WØRLD Music Video -TEY SOLO ver.- 4. ROCK this WØRLD Music Video -CHANGJAE SOLO ver. - 5. ROCK this WØRLD Music Video -DOYEON SOLO ver. - 6. ROCK this WØRLD Music Video -JAEMIN SOLO ver.- 7. ROCK this WØRLD Music Video -SANGHYUN SOLO ver.- 8. ROCK this WØRLD Maiking Video 初回限定盤B DVD 1. ROCK this WØRLD Music Video 2. ROCK this WØRLD Music Video -Dance Edit- 3. ROCK this WØRLD Music Video -TEY SOLO ver.- 4. ROCK this WØRLD Music Video -CHANGJAE SOLO ver. - 5. ROCK this WØRLD Music Video -DOYEON SOLO ver. - 6. ROCK this WØRLD Music Video -JAEMIN SOLO ver.- 7. ROCK this WØRLD Music Video -SANGHYUN SOLO ver.- 8. MR.MR presents 「Secret Lover」 Maiking Video | - 初回限定盤A、初回限定版B、通常盤の3種類でリリースされた。 - タイトル曲はTBSテレビ系「トコトン掘り下げ隊!生き物にサンキュー!!」エンディング・テーマ。                                                  |
| 5th | GOOD TO BE BAD (2016年11月29日)              | 初回限定盤 1. GOOD TO BE BAD 2. Everything 3. You on my Mind（TEY Solo） 4. GOOD TO BE BAD –Instrumental- 5. Everything –Instrumental- 6. You on my Mind –Instrumental- DVD 1. GOOD TO BE BAD Music Video 2. GOOD TO BE BAD Music Video Dance Edit 3. Everything Music Video 4. Making Movie 通常盤 1. GOOD TO BE BAD 2. Everything 3. GOOD TO BE BAD –Instrumental- 4. Everything –Instrumental- | - 初回限定盤と通常盤の2種類でリリースされた。 |
| 6th | KIZUNA (2018年6月27日)                       | 1. KIZUNA 2. 인연 3. KIZUNA（インスト） | - 初回限定盤と通常盤の2種類。初回限定盤はフォトブック付き。 - 2曲目は1曲目の韓国語バージョン。 - ジェミンが作詞・作曲を手がけた。 - MVは済州島で撮影された。                                            |